# Monte Osutaka
O Monte Osutaka (御巣鷹山, Osutaka-yama) é uma montanha em Ueno, Prefeitura de Gunma, Japão. Possui 1.638 metros (5,377 pés) de altura.
O local do acidente do Voo Japan Airlines 123 foi inicialmente reportado no Monte Osutaka, mas depois foi confirmado que era num cume do Monte Takamagahara. É considerado como o maior acidente aéreo da história envolvendo apenas uma aeronave.